# Dana Delany
Dana Welles Delany (n. Nova York, 13 de març de 1956) és una actriu, productora executiva i activista nord-americana. Al llarg dels seus més de trenta anys de carrera ha treballat al cinema, al teatre i a la televisió.

## Carrera
Es va convertir en actriu a mitjans dels anys 1970. El 1985 va participar en la sèrie televisiva "Llum de lluna", en el capítol "Coneixent-la", interpretant un vell amor del detectiu David Addison (Bruce Willis). Va aconseguir la fama a la fi de la dècada de 1980 quan va protagonitzar la sèrie televisiva China Beach, on va interpretar el rol de Colleen McMurphy. Per la seva interpretació va guanyar dos premis Emmy i va ser nominada al Globus d'Or. Posteriorment va participar en pel·lícules com Light Sleeper (1992), Tombstone (1993), Exit to Eden (1994), The Margaret Sanger Story (1995), Fly Away Home (1996), True Women (1997) i Wide Awake (1998) i ha posat la veu a Lois Lane en la versió animada de Superman.
A principis de la dècada de 2000, va protagonitzar les sèries Pasadena (2001), Presidi Med (2002–2003) i Kidnapped (2006-2007), les quals van fracassar després d'emetre cadascuna una temporada. Entre 2007 i 2010, Dana va integrar el repartiment de la comèdia dramàtica Dones desesperades, on va fer el paper de Katherine Mayfair. Va tornar a participar en aquesta sèrie en els seus últims dos episodis, per 'tancar' la història del seu personatge quan va acabar Dones desesperades. Des de mitjans de 2011 i fins a 2013 va donar vida a la doctora Megan Hunt en la sèrie dramàtica de la cadena ABC, El cos del delicte.

## Filmografia

### Cinema i televisió
| Any       | Títol                                                      | Rol                                     |
| --------- | ---------------------------------------------------------- | --------------------------------------- |
| 1981      | The Fan                                                    | Venedora                                |
| 1984      | Almost You                                                 | Susan McCall                            |
| 1984      | Threesome                                                  | Laura Shaper                            |
| 1986      | A Winner Never Quits                                       | Nora                                    |
| 1986      | Where the River Runs Black                                 | Germana Ana                             |
| 1988      | Patty Hearst                                               | Gelina                                  |
| 1988      | Masquerade                                                 | Anne Briscoe                            |
| 1988      | Moon over Parador                                          | Jenny                                   |
| 1990      | A Promise to Keep                                          | Jane Goodrich                           |
| 1992      | Light Sleeper                                              | Marianne                                |
| 1992      | Housesitter                                                | Becky Metcalf                           |
| 1993      | Wild Palms                                                 | Grace Wyckoff                           |
| 1993      | Donato and Daughter                                        | Tinent Dena Donato                      |
| 1993      | Tombstone                                                  | Josephine Marcus                        |
| 1993      | Batman: la màscara del fantasma                            | Andrea Beaumont                         |
| 1994      | The Enemy Within                                           | Betsy Corcoran                          |
| 1994      | Exit to Eden                                               | Lisa Emerson                            |
| 1995      | Choices of the Heart: The Margaret Sanger Story            | Margaret Sanger                         |
| 1995      | Live Nude Girls                                            | Jill                                    |
| 1996      | Superman: The Animated Sèries                              | Lois Lane                               |
| 1996      | That Thing You Do                                          | Miss Barns                              |
| 1996      | The Adventures of Mowgli                                   | Bagheera                                |
| 1996      | For Hope                                                   | Hope Altman                             |
| 1997      | True Women                                                 | Sarah Ashby McClure                     |
| 1998      | Wide Awake                                                 | Senora Beal                             |
| 1998      | The Corbi                                                  | Doctora. Ashley                         |
| 1998      | Rescuers: Stories of Courage — Two Couples                 | Johtje Vós                              |
| 1998      | The Patron Saint of Liars                                  | Rose Cleardon Abbott                    |
| 1999      | Outfitters                                                 | Cat Bonfaim                             |
| 1999      | Sirens                                                     | Sally Rawlings                          |
| 2000      | The Right Temptation                                       | Anthea Farrow-Smith                     |
| 2001      | Final Jeopardy                                             | Alexandra Cooper                        |
| 2002      | Conviction                                                 | Martha                                  |
| 2003      | Intimate Portrait: Dana Delany                             | ella mateixa                            |
| 2003      | Justice League: "Hereafter," Part 1                        | Lois Lane                               |
| 2003      | Justice League: "Only a Dream," Part 2                     | Lois Lane                               |
| 2003      | Justice League: "A Better World," Part 1                   | Lois Lane                               |
| 2004      | Baby for Sale                                              | Nathalie Johnson                        |
| 2004      | Justice League Unlimited: "For the Man who has Everything" | Loana                                   |
| 2004      | Spin                                                       | Margaret Swift-Bejarano                 |
| 2006      | Battlestar Galactica                                       | Sesha Abinell                           |
| 2006      | Superman: Brainiac Attacks                                 | Lois Lane                               |
| 2006      | The Woman with the Hungry Eyes                             | Theda Bara (voice)                      |
| 2006      | Kidnapped                                                  | Ellie Cain                              |
| 2007      | The Batman                                                 | Lois Lane                               |
| 2007–2012 | Dones desesperades                                         | Katherine Mayfair                       |
| 2008      | Drunkboat                                                  | Eileen                                  |
| 2008      | Multiple Sarcasms                                          | Annie                                   |
| 2008      | A Beautiful Life                                           | Anne                                    |
| 2008      | Camp Hope                                                  | Patricia                                |
| 2008      | Route 30                                                   | Amish Martha                            |
| 2010      | Castle                                                     | Agent Especial Jordan Shaw (2 episodis) |
| 2011-2013 | Body of proof (El cos del delicte)                         | Dra. Megan Hunt                         |